# Seznam guvernerjev Kolorada
Seznam guvernerjev Kolorada.

## Teritorij Kolorado
| Ime                    | Začetek mandata | Konec mandata | Stranka      |
| ---------------------- | --------------- | ------------- | ------------ |
| William Gilpin         | 1861            | 1862          | Republikanec |
| John Evans             | 1862            | 1865          | Republikanec |
| Alexander Cummings     | 1865            | 1867          | Republikanec |
| Alexander Cameron Hunt | 1867            | 1869          | Republikanec |
| Edward Moody McCook    | 1869            | 1873          | Republikanec |
| Samuel Hitt Elbert     | 1873            | 1874          | Republikanec |
| Edward Moody McCook    | 1869            | 1873          | Republikanec |
| John Long Routt        | 1875            | 1876          | Republikanec |

## Zvezna država ZDAKolorado
| Ime                        | Začetek mandata | Konec mandata | Stranka      |
| -------------------------- | --------------- | ------------- | ------------ |
| John Long Routt            | 1876            | 1879          | Republikanec |
| Frederick Walker Pitkin    | 1879            | 1883          | Republikanec |
| James Benton Grant         | 1883            | 1885          | Demokrat     |
| Benjamin Harrison Eaton    | 1885            | 1887          | Republikanec |
| Alva Adams                 | 1887            | 1889          | Demokrat     |
| Job Adams Cooper           | 1889            | 1891          | Republikanec |
| John Long Routt            | 1891            | 1893          | Republikanec |
| Davis Hanson Waite         | 1893            | 1895          | Populist     |
| Albert Washington McIntire | 1895            | 1897          | Republikanec |
| Alva Adams                 | 1897            | 1899          | Demokrat     |
| Charles Spaling Thomas     | 1899            | 1901          | Demokrat     |
| James Bradley Orman        | 1901            | 1903          | Demokrat     |
| James Hamilton Peabody     | 1903            | 1905          | Republikanec |
| Alva Adams                 | 1905            | 1905          | Demokrat     |
| Jesse Fuller McDonald      | 1905            | 1907          | Republikanec |
| Henry Augustus Buchtel     | 1907            | 1909          | Republikanec |
| John Franklin Shafroth     | 1909            | 1913          | Demokrat     |
| Elias Milton Ammons        | 1913            | 1915          | Demokrat     |
| George Alfred Carlson      | 1915            | 1917          | Republikanec |
| Julius Caldeen Gunter      | 1917            | 1919          | Demokrat     |
| Oliver Henry Shoup         | 1919            | 1923          | Republikanec |
| William Ellery Sweet       | 1923            | 1925          | Demokrat     |
| Clarence Joseph Morley     | 1925            | 1927          | Republikanec |
| William Herbert Adams      | 1927            | 1933          | Demokrat     |
| Edwin Carl Johnson         | 1933            | 1937          | Demokrat     |
| Ray Herbert Talbot         | 1937            | 1937          | Demokrat     |
| Teller Ammons              | 1937            | 1939          | Demokrat     |
| Ralph Lawrence Carr        | 1939            | 1943          | Republikanec |
| John Charles Vivian        | 1943            | 1947          | Republikanec |
| William Lee Knous          | 1947            | 1950          | Demokrat     |
| Walter Walford Johnson     | 1950            | 1951          | Demokrat     |
| Dan Thornton               | 1951            | 1955          | Republikanec |
| Edwin Carl Johnson         | 1955            | 1957          | Demokrat     |
| Stephen L.R. McNichols     | 1957            | 1963          | Demokrat     |
| John Arthur Love           | 1963            | 1973          | Republikanec |
| John David Vanderhoof      | 1973            | 1975          | Republikanec |
| Richard Douglas Lamm       | 1975            | 1987          | Demokrat     |
| Roy R. Romer               | 1987            | 1999          | Demokrat     |
| William F. Owens           | 1999            | 2007          | Republikanec |
| Bill Ritter                | 2007            | 2011          | Demokrat     |
| John Hickenlooper          | 2011            |               | Demokrat     |